# Taylor Peak
Taylor Peak är en bergstopp i Antarktis. Den ligger i Östantarktis. Nya Zeeland gör anspråk på området. Toppen på Taylor Peak är 2 550 meter över havet.
Terrängen runt Taylor Peak är bergig åt sydväst, men åt nordost är den kuperad. Trakten är obefolkad. Det finns inga samhällen i närheten. 